# Austropaxillus infundibuliformis
Austropaxillus infundibuliformis är en svampart som först beskrevs av Cleland, och fick sitt nu gällande namn av Bresinsky & Jarosch 1999. Austropaxillus infundibuliformis ingår i släktet Austropaxillus och familjen Serpulaceae.   Inga underarter finns listade i Catalogue of Life.

## Bildgalleri

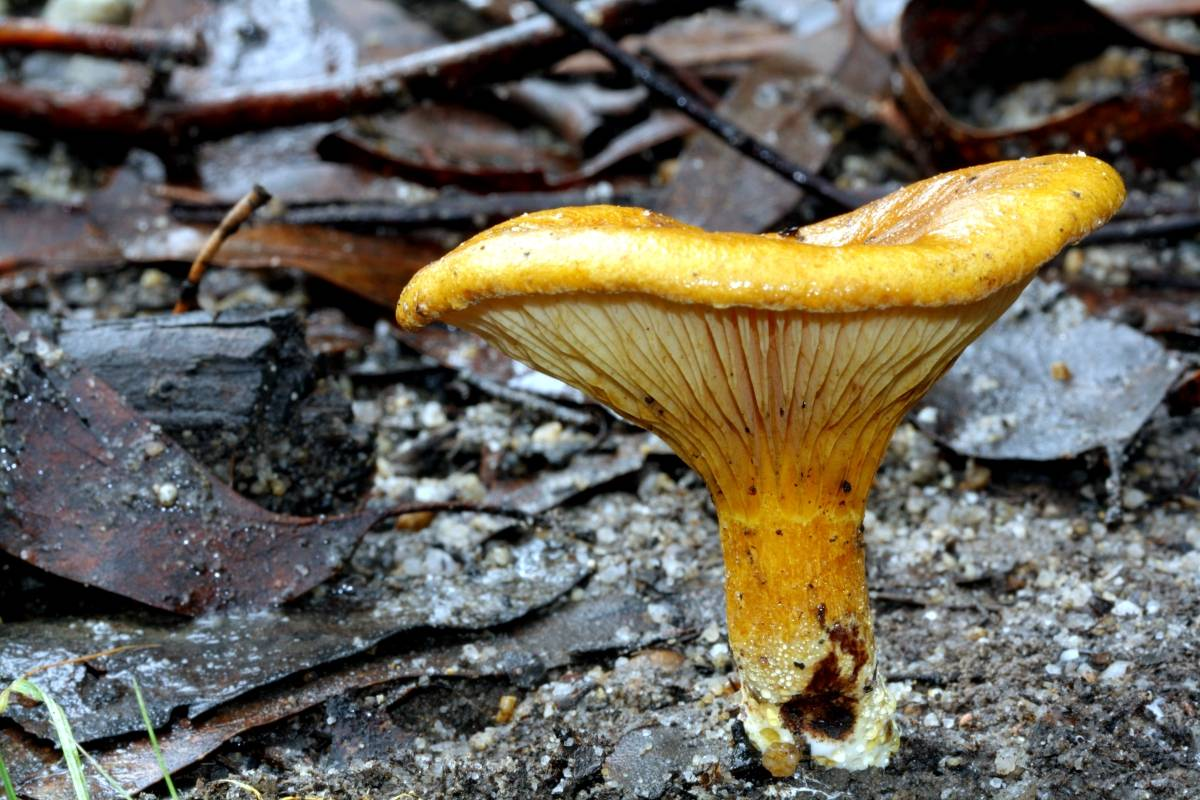